# Lohheide
Lohheide is een gemeentevrij gebied in de Duitse deelstaat Nedersaksen, met 761 inwoners per 31 december 2020. Het gebied behoort bestuurlijk tot de Landkreis Celle.
Lohheide is een van de sedert 2010 nog slechts twee gemeentevrije gebieden in Duitsland die officieel bewoond zijn. Het andere gebied is Osterheide, dat gelegen is in de Landkreis Heidekreis en westelijk  aan Lohheide grenst. Lohheide en Osterheide samen zijn op 200 hectare na in gebruik als NAVO-oefengebied. De beide gemeentevrije zones verrichten voor het oefenterrein ook een aantal taken, die anders door een gemeente worden uitgevoerd.
In Lohheide ligt het in 1902 in opdracht van de familie die het terrein al eeuwenlang in eigendom had, gebouwde Schloss Bredebeck, dat na de Tweede Wereldoorlog in gebruik was bij het Britse leger. Het slot, dat feitelijk een herenhuis is, werd bij gelegenheden ook gebruikt door de Britse koninklijke familie. In 2015 kwam Schloss Bredebeck weer in bezit van de Duitse staat. Het staat sindsdien leeg en is niet vrij toegankelijk.
In het zuidoosten van Lohheide ligt het herinneringscentrum Bergen-Belsen. Dit gebied en het meer noordelijk gelegen militaire terrein grenst aan het dorpje Belsen in de oostelijke buurgemeente Bergen (Nedersaksen).

## Geografie
Lohheide grenst in het noordoosten aan de gemeente Wietzendorf, in het oosten aan de gemeente Bergen, in het zuiden aan de gemeente Winsen en in het westen en noorden aan het gemeentevrije gebied Osterheide.
Lohheide kent de volgende nederzettingen:
- Bergen-Belsen
- Bergen-Hohne
- Bredebeck (Schloss)
- Gudehausen
- Hartmannshausen
- Hasselhorst
- Hörsten
- Hoppenstedt
- Wardböhmen vor dem Holze

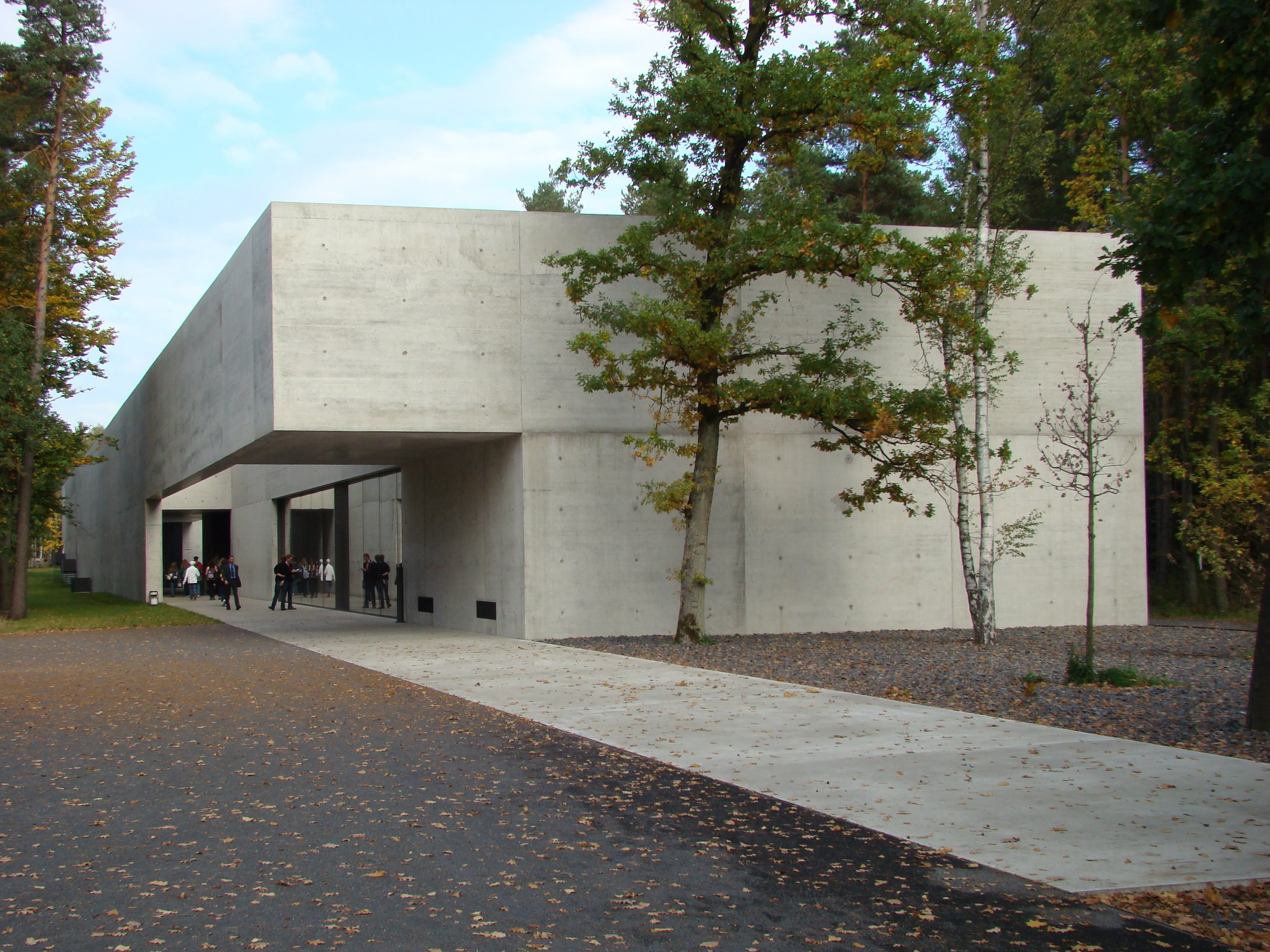
Documentatiecentrum Bergen-Belsen (2008)
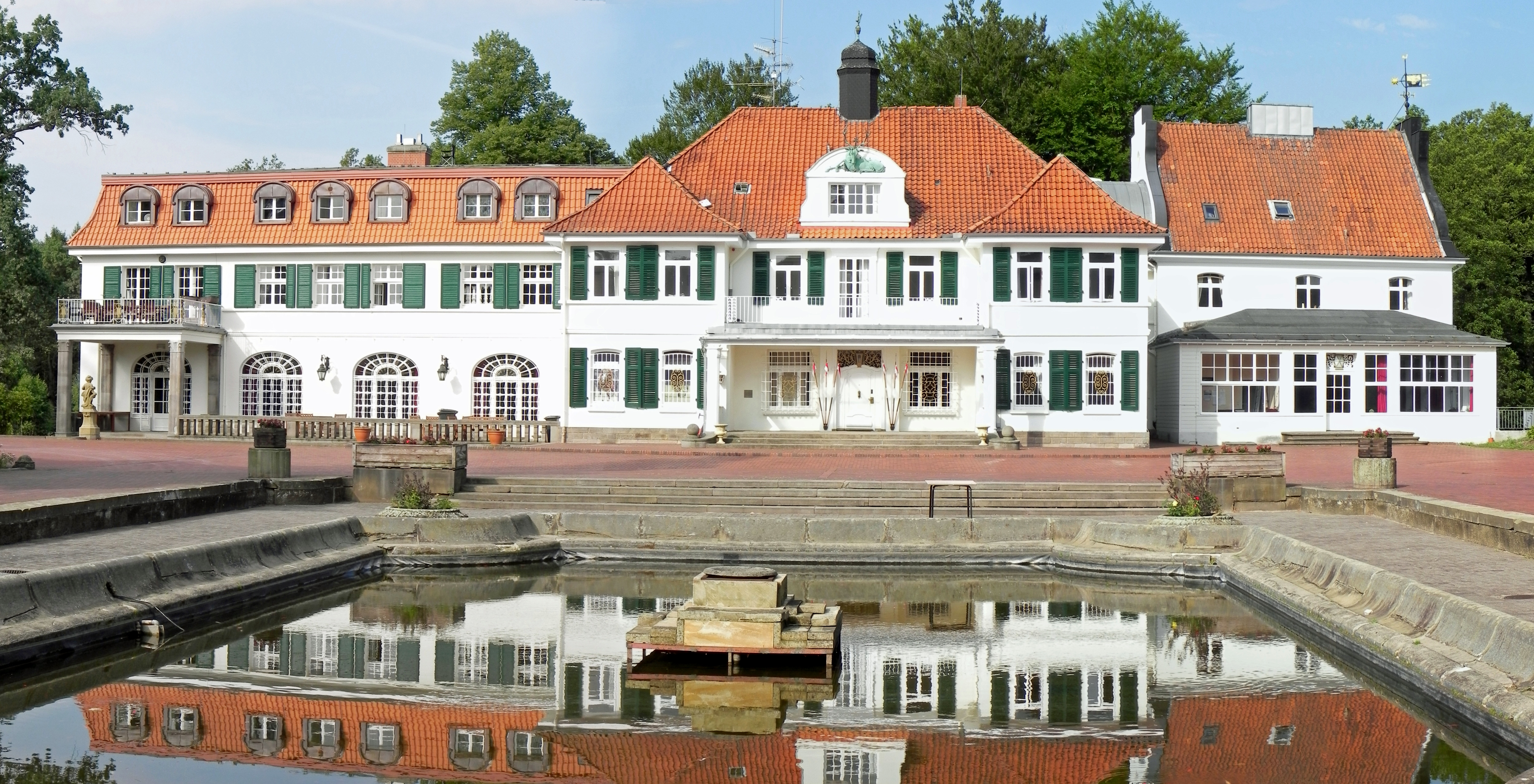
Schloss Bredebeck vanuit het oosten gezien
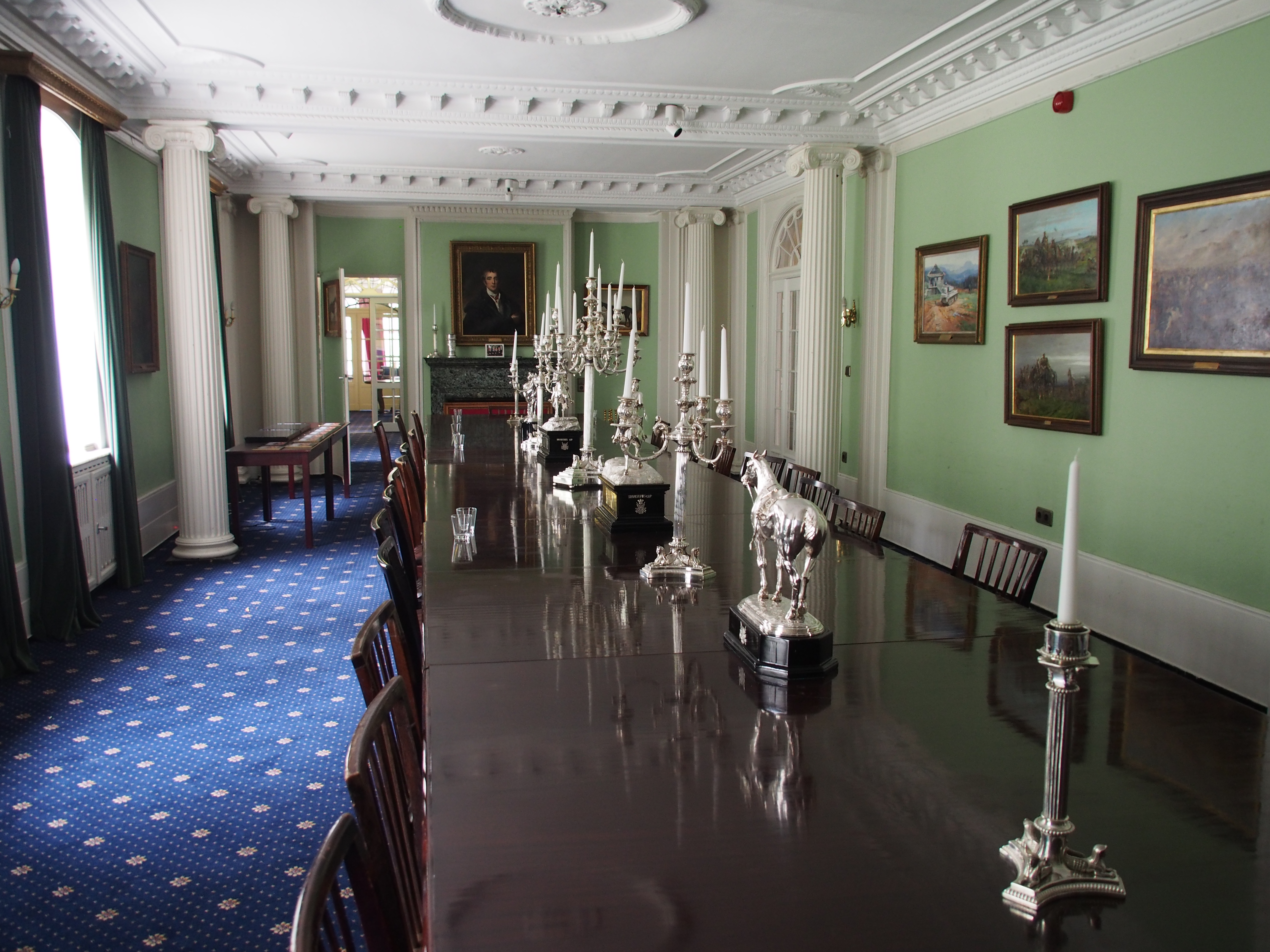
Eetzaal in Schloss Bredebeck (2013)

Adelheidsdorf ·
Ahnsbeck ·
Beedenbostel ·
Bergen ·
Bröckel ·
Celle ·
Eicklingen ·
Eldingen ·
Eschede ·
Faßberg ·
Hambühren ·
Hohne ·
Lachendorf ·
Langlingen ·
Lohheide (gemeentevrij gebied) ·
Nienhagen ·
Südheide ·
Wathlingen ·
Wienhausen ·
Wietze ·
Winsen (Aller)